# HMS Delhi (D47)
HMS Delhi (D47) là một tàu tuần dương hạng nhẹ thuộc lớp Danae, đã phục vụ cùng Hải quân Hoàng gia Anh Quốc tại Baltic và trong Chiến tranh Thế giới thứ hai tại Đại Tây Dương và Địa Trung Hải.

## Thiết kế và chế tạo
Delhi được đặt lườn vào ngày 29 tháng 10 năm 1917, được hạ thủy vào ngày 23 tháng 8 năm 1918 và được đưa ra phục vụ cùng Hải quân Hoàng gia vào tháng 6 năm 1919. Trong những năm 1918-1919, nó phục trong các hoạt động của Anh tại khu vực biển Baltic.

## Lịch sử hoạt động
Trong Thế Chiến II, thoạt tiên Delhi được bố trí hoạt động tại vùng biển nhà, tại Bắc Hải và ngoài khơi bờ biển Bắc Âu. Tại đây nó từng bắt giữ chiếc tàu buôn Đức Rheingold, và ngăn chặn chiếc tàu buôn Mecklenburg ở phía Đông Iceland. Thủy thủ trên chiếc Mecklenburg đã tự đánh đắm tàu trước khi có thể bị chiếm giữ.

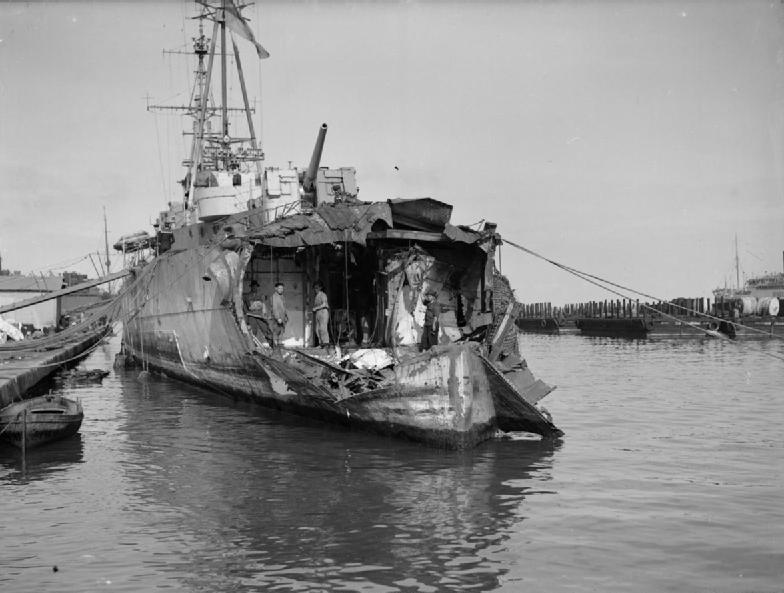
Hư hại bởi bom cho phần đuôi của HMS Delhi trong các hoạt động tại Bắc Phi

Từ tháng 5 đến tháng 12 năm 1941, Delhi được tái trang bị như một tàu tuần dương phòng không tại Xưởng hải quân Brooklyn, Hoa Kỳ. Công việc này bao gồm việc bổ sung các khẩu hải pháo 127 mm (5 inch)/38 caliber nguyên được dự định dành cho tàu khu trục USS Edison, vốn được đích thân sĩ quan chỉ huy của Edison lựa chọn, nhưng được chuyển cho Delhi theo lệnh của Tổng thống Roosevelt. Với dàn pháo chính đa dụng, nó tham gia nhiều cuộc đổ bộ của lực lượng Đồng Minh tại Địa Trung Hải: Sicilia, Salerno và Algiers. Vào ngày 20 tháng 11 năm 1942, Delhi bị hư hại tại vịnh Algiers khi trúng phải bom ném từ máy bay Ý trong khi đang thả màn khói bảo vệ hạm đội. Nó bị buộc phải quay về Anh Quốc và việc sửa chữa kéo dài cho đến tháng 4 năm 1943.
Trong Chiến dịch Shingle, cuộc đổ bộ của lực lượng Đồng Minh tại Anzio, nó bị va chạm với một tàu Hải quân Hoàng gia khác trong khi đang lẩn tránh một cuộc không kích ban đêm, và chịu đựng những hư hại phần mũi tàu. Một số chiếc đã được gửi đến để trợ giúp nó, bao gồm HMS Spartan, nhưng lại bị đánh chìm. Nó được cho sửa chữa ngoài biển, và lại tiếp tục phục vụ, tham gia các hoạt động của hạm đội trước ngày D để nghi binh che giấu khu vực sẽ diễn ra cuộc đổ bộ thực sự.
Vào ngày 12 tháng 2 năm 1945, nó bị tấn công và bị hư hại nhẹ, có thể bởi một xuồng máy mang chất nổ, trong cảng Split, Croatia. Cuộc tấn công trượt khỏi Delhi và trúng vào một tàu đổ bộ gần đó. Sức mạnh của vụ nổ gây ra đã khiến bánh lái của Delhi bị kẹt và nó phải được cho kéo về Malta.
Nó quay trở về Anh Quốc và bị bỏ không sau khi chiến tranh kết thúc. Delhi không được sửa chữa hoàn toàn, và bị bán vào ngày 22 tháng 1 năm 1948 để tháo dỡ. Nó được cho kéo đến xưởng tàu Cashmore ở Newport vào tháng 4 năm 1948 để bắt đầu tháo dỡ.